# 国立民族芸術団
国立民族芸術団（こくりつみんぞくげんじゅつだん）は朝鮮民主主義人民共和国（北朝鮮）の歌舞団。

## 概要
1947年に創立した「朝鮮古典音楽研究所」、「国立民族芸術劇場」等を前身とし、主に唱劇や民族歌劇、民謡を手掛けた。1972年に「平壌芸術劇団」として創立、革命歌劇「密林よ語れ」、「金剛山の歌」を創作・上演した。1973年に金日成勲章を授与、1975年に「牡丹峰芸術団」に改称された。1987年には再度「平壌芸術団」に改称され、翌年に民族歌劇「春香伝」を再演、1991年には同演目で日本公演を行っている。1992年には現在の「国立民族芸術団」に改称され、民族歌劇「沈清伝」を上演、1997年には民俗舞踊小曲「平壌城の人々」を上演した。
管弦楽団に加え、数年前からは民族楽器を中心に構成された楽団が主に演奏を手掛けている。主な公演劇場は烽火芸術劇場を使用している。

## 主な歴代所属歌手(前身時代を含む)
男声
- キム・ジンミョン（김진명）　人民俳優、西道民謡。日本統治時代から西道民謡の名唱としてレコードを吹き込む。作曲家としても活動。平壌芸術団団長、金元均名称平壌音楽大学民族声楽講座顧問、朝鮮音楽家同盟副委員長を務め、尹伊桑管弦楽団の兼任歌手としても活動した。1997年に83歳で死去。
- パク・トンシル（박동실）　　人民俳優、南道民謡。日本統治時代からパンソリの名唱として活躍、オーケーレコードからレコードも吹き込む。越北後は朝鮮古典音楽研究所、国立民族芸術劇場の専属として多くの民族歌劇や唱劇を創作した。金元均名称平壌音楽大学民族声楽講座教員も務め、1968年に71歳で死去。
- ソン・デウォン（손대원）　　人民俳優。テノール(洋楽声楽)。国立交響楽団を経て国立民族芸術団で活躍。映画俳優としても活躍し、「名もなき英雄たち」にクラウス大佐役で出演。また尹伊桑管弦楽団の兼任歌手としても活動した。現在は金元均名称平壌音楽大学洋楽声楽講座講座長。
- コン・ギナム（공기남） 　　  功勲俳優、南道民謡。日本統治時代からパク・トンシルに師事し南道民謡、パンソリの名唱として活躍。晩年は黄海北道歌舞団へ移り、1971年に死去。
- キム・ジョンファ（김정화）   功勲俳優、テノール(民族声楽)。民族歌劇「春香伝」で初代李夢龍、歌劇「紅楼夢」で初代主人公賈宝玉を務めた。後に万寿台芸術団へ移籍。息子は血の海歌劇団所属歌手の功勲俳優キム・ヨンハ、孫は万寿台芸術団所属歌手の功勲俳優キム・イルファン。
- キム・ウィヨン（김의용）　　功勲俳優、バリトン(洋楽声楽)。咸鏡南道芸術団を経て国立民族芸術団へ。革命歌劇「密林よ語れ」初代主役チェ・ビョンフンを演じた。
- カン・ヨンピル（강영필）　　功勲俳優、テノール(民族声楽)。民族歌劇「春香伝」で李夢龍役。
- リョム・ドンソン（렴동선）　バリトン。万寿台芸術団専属歌手を経て国立民族芸術団初級党秘書。現在は金元均名称平壌音楽大学学長。
- リ・ホ（리호）　　　　　　　バリトン(洋楽声楽)。
- ソン・ソンジュ（송성주）　　テノール(民族声楽)。民族歌劇「春香伝」で主役李夢龍を演じた。1956年、在日朝鮮人として生まれ、1963年に帰国事業で北朝鮮へ渡る。平安北道芸術団を経て国立民族芸術団へ。
- キム・ヨンファン（김용환）　バリトン。民族歌劇「春香伝」で房子を演じた。
- チェ・ソノ（최선오）　　　　バリトン。民族歌劇「春香伝」で卞学道を演じた。
- キム・グッチン（김국진）　　テノール(民族声楽)。
- ハン・ソクポク（한석복）　　テノール(民族声楽)。
- キム・ヨングク（김용국）　　バリトン。
- チェ・ウィジュ（최의주）　　バリトン(洋楽声楽)。
- ヤン・ソンチョル（양성철）　バリトン(洋楽声楽)。
- リ・ソングク（리성국）　　　テノール(民族声楽)。
- ハン・ヨンチョル（한용철）　バリトン(洋楽声楽)。
- キム・チョルミン（김철민）　テノール(民族声楽)。

女声
- キム・グァンボ（김관보）　　人民俳優、西道民謡。日本統治時代からビクターレコードの西道民謡歌手として活動。国立民族芸術劇場等で活躍した後、金元均名称平壌音楽大学民族声楽講座顧問を務め、また尹伊桑管弦楽団の兼任歌手としても活動した。
- キム・オクソン（김옥선）　　人民俳優、ソプラノ(民族声楽)。民族歌劇「春香伝」で主人公の成春香役を演じ、後に朝鮮人民軍協奏団で活躍した。
- キム・ミョンドゥク（김명득）人民俳優、ソプラノ(民族声楽)。後に朝鮮人民軍協奏団で活躍した。
- チョン・スノク（전순옥）　　人民俳優、ソプラノ(民族声楽)。後に血の海歌劇団で活躍した。
- リム・ソヒャン（림소향）　　功勲俳優、南道民謡。日本統治時代から南道民謡とパンソリの世界で活躍。1978年に63歳で死去。
- シン・ウソン（신우선）　　　功勲俳優、南道民謡。日本統治時代から南道民謡とパンソリの世界で活躍した。
- ホン・タンシル（홍탄실）　　功勲俳優、西道民謡。日本統治時代から西道民謡で名声を集めた。1989年に69歳で死去。
- キム・ジョムスン（김점순）　功勲俳優、ソプラノ(洋楽声楽)。後に声楽指導員、朝鮮人民軍芸術学院教員としても活躍。夫は国立民族芸術団作曲家シン・ヨンチョル。
- チェ・チョンジャ（최청자）　功勲俳優、ソプラノ(民族声楽)。
- パク・ヨンス（박용수）　　　功勲俳優、ソプラノ(民族声楽)。唱劇「春香伝」で主役成春香(初代)、歌劇「紅楼夢」で主役林黛玉(初代)を演じた。
- リム・チュニョン（림춘영）　功勲俳優、ソプラノ。革命歌劇「金剛山の歌」主役、革命歌劇「密林よ語れ」でポクスン(初代)を演じた。現在功労者名俳優扇動隊所属。
- パク・テスク（박태숙）　　　功勲俳優、ソプラノ(民族声楽)。
- ホ・シネ（허신애）　　　　　功勲俳優、メゾソプラノ(洋楽声楽)。
- リョム・ギルスク（렴길숙）　功勲俳優、アルト。民族歌劇「春香伝」で月梅を演じた。
- オ・ランヒ（오란희）　　　　功勲俳優、ソプラノ(民族声楽)。現在は声楽指導員。
- キム・ミョンスン（김명순）　功勲俳優、ソプラノ(民族声楽)。
- キム・トスン（김또순）　　　ソプラノ(民族声楽)。
- リョム・ジンミ（렴진미）　　ソプラノ(民族声楽)。東京出身の在日朝鮮人。1971年、東京朝鮮中高級学校卒業後、帰国事業で北朝鮮に渡る。妹は元金剛山歌劇団の廉民華。
- オム・ヨンエ（엄영애）　　　ソプラノ(民族声楽)。
- キム・ヒスク（김희숙）　　　ソプラノ(民族声楽)。
- チェ・グムスク（최금숙）　　ソプラノ(民族声楽)。人民保安省芸術宣伝隊を経て国立民族芸術団へ。
- ホ・ヨンエ（허영애）　　　　ソプラノ。万寿台芸術団女声重唱組を経て国立民族芸術団に在籍した。現在金元均名称平壌音楽大学教員。
- ソン・ヨンスク（송영숙）　　ソプラノ(民族声楽)。民族歌劇「春香伝」で主役成春香を演じた。
- チェ・スボク（최수복）　　　ソプラノ(民族声楽)。民族歌劇「春香伝」で香丹を演じた。
- ペク・ヨンリョン（백영련）　ソプラノ。
- キム・ヨンファ（김영화）　　ソプラノ。
- ホ・ソンヒ（허성희）　　　　ソプラノ(民族声楽)。
- ハ・ウンソン（하은성）　　　ソプラノ(洋楽声楽)。
- オ・ヒャンミ（오향미）　　　ソプラノ(民族声楽)。一時功勲国家合唱団所属を経て再び国立民族芸術団へ。
- キム・ソンヒ（김성희）　　　ソプラノ(民族声楽)。血の海歌劇団を経て国立民族芸術団へ。
- パク・ウンジュ（박은주）　　ソプラノ(民族声楽)。
- リ・ウンギョン（리은경）　　ソプラノ(民族声楽)。一時功勲国家合唱団に所属。
- チョ・ガンスク（조강숙）　　メゾソプラノ(大衆歌謡)。
- キル・ウンギョン（길은경）　ソプラノ(民族声楽)。
- リャン・ウンミ（량은미）　　ソプラノ(民族声楽)。
- リャン・ヘヨン（량혜영）　　ソプラノ(民族声楽)。
- キム・ヒャンラン（김향란）　ソプラノ(大衆歌謡)。平壌映画音楽録音所を経て国立民族芸術団へ。
- キム・ギョンジュ（김경주）　メゾソプラノ(洋楽声楽)。2018年、第1回平壌国際声楽コンクールで1位。

など。

## 主な作曲家
- チャ・ハクチョル（차학철） 功勲芸術家。
- ハン・シヒョン（한시형） 功勲芸術家。

など。